# MV Global Mercy
MV Global Mercy är ett sjukhusfartyg som byggdes år 2021 av China Shipbuilding Industry Corporation i Tianjin åt Mercy Ships och färdigutrustades vid ett  varv i Europa. Stena RoRo, som sedan tidigare har låtit bygga Ro-ro-fartyg i Kina, var ansvarig  för konstruktion och projektledning.
Fartyget, som är skräddarsytt för sitt uppdrag, är en modifierad  Ro-pax-färja där det som vanligtvis är bildäck har byggts om  till operationsalar och vårdplatser.
Global Mercy är världens största  sjukhusfartyg och Mercy Ships första nybyggda fartyg. Hon har  
12 däck, sex operationssalar och 202 vårdplatser på en yta på 7 000 kvadratmeter. De fyra dieselmotorerna från Wärtsilä drivs med lågsvavlig olja och roderpropellrarna från ABB ger henne en fart på 12 knop.
I början av 2023 låg Global Mercy i hamnen i Dakar. Personal och frivilliga opererade nästan 800 patienter från Ghana och Senegal och utbildade mer än 600 sjukvårdspersonal. I augusti seglade hon vidare till Freetown i Sierra Leone för att fortsätta verksamheten.